# Staudt
Staudt település Németországban, Rajna-vidék-Pfalz tartományban. Lakosainak száma 1273 fő (2023. december 31.). Staudt Montabaur községgel határos.

## Népesség
A település népességének változása:
| Lakosok száma | 917  | 1252 | 1255 | 1271 | 1274 | 1273 |
|               | 1975 | 2017 | 2019 | 2021 | 2022 | 2023 |